# Braunkehl-Waldsänger
Der Braunkehl-Waldsänger (Setophaga castanea, Syn.: Dendroica castanea) Braunbrust-Waldsänger ist ein kleiner Vogel in der Familie der Waldsänger (Parulidae).
Im Sommer hat das Männchen ein unverwechselbares Federkleid. Es trägt eine kastanienbraune Krone, ein kastanienbraunes Brustgefieder und kastanienbraune Flanken. Das Unterseitengefieder ist weiß. Im Gesicht trägt das Männchen ein schwarzes Gefieder, das sich seitlich des Kopfes hinzieht. Im Nacken und seitlich des Nackens zur Unterseite hin ist das Gefieder hellgelb. Auf den schwarzgrauen Flügeldecken befinden sich zwei weiße Flügelstäbe. Die Weibchen sind im Sommer erheblich unscheinbarer gefärbt. Als Winterkleid trägt der Braunbrust-Waldsänger ein grünliches Federkleid am Kopf und auf der Oberseite. Das Brustgefieder und die Flanken sind gelblich.
Überwiegend ernähren sich Braunbrust-Waldsänger von Insekten. Im Winter werden auch Beeren, Früchte und Nektar aufgenommen.
Braunkehl-Waldsänger brüten oft in den Nadelwäldern im Norden von Nordamerika, Kanada über Neuengland über die Great Lakes. Im Winter ziehen sie in den Norden von Südamerika und kommen auch als seltene Gäste in Westeuropa vor.